# Wiera Zwonariowa
Wiera Igoriewna Zwonariowa, ros. Вера Игоревна Звонарёва (ur. 7 września 1984 w Moskwie) – rosyjska tenisistka. Triumfatorka turniejów wielkoszlemowych w grze podwójnej i mieszanej, finalistka Wimbledonu 2010 oraz US Open 2010 w grze pojedynczej, brązowa medalistka igrzysk olimpijskich w Pekinie (2008). Sklasyfikowana najwyżej na drugim miejscu w rankingu WTA Tour.

## Kariera tenisowa

### 2003
W tym roku Zwonariowa zdobyła swój pierwszy tytuł w Bol pokonując w nim Conchitę Martínez Granados 6:1, 6:3. W turnieju w Berlinie pokonała ówczesną 10 Anastazji Myskinie. We French Open została rozstawiona z numerem 22 dochodząc do ćwierćfinału pokonując m.in. Amerykankę Venus Williams, ale uległa w 3 setach Nadii Pietrowej. Na Wimbledonie przystąpiła do rywalizacji jako 16 zawodniczka rankingu WTA i doszła do IV rundy ulegając rozstawionej z numerem 4 Venus Williams 1:6, 3:6. W turnieju US Open była rozstawiona z numerem 13 i doszła do III rundy ulegając Meghann Shaughnessy 6:4, 4:6, 2:6. W turnieju w Moskwie przegrała w finale gry podwójnej. Sezon 2003 zakończyła jako 13.

### 2004
Wiera zaczęła sezon od dotarcia do IV rundy Australian Open przegrywając w niej z Lindsay Davenport 1:6, 3:6. W lutym wygrała swój drugi turniej w Memphis pokonując w finale Lisę Raymond 4:6, 6:4, 7:5. Również w parze z Mariją Szarapową doszły do finału gry podwójnej. Po tym turnieju awansowała do pierwszej dziesiątki rankingu WTA. W turnieju French Open doszła do III rundy ulegając Marii Szarapowej 3:6, 6:7. Na Wimbledonie powtórzyła swój wynik z 2003 roku dochodząc do IV rundy ulegając Lindsay Davenport 4:6, 4:6. Następnie doszła do finału turnieju w Cincinnati przegrywając znowu Lindsay Davenport 3:6, 2:6. W turnieju US Open dotarła do IV rundy gry pojedynczej ulegając późniejszej finalistce tego turnieju Jelenie Diemientjewej 6:1, 4:6, 3:6. Natomiast w grze mieszanej wygrała turniej z Bobem Bryanem. W turnieju w Moskwie w parze z Anastasiją Myskiną wygrała swój pierwszy tytuł deblowy. Natomiast w turnieju w Filadelfii doszła do finału przegrywając z Amélie Mauresmo 6:3, 2:6, 2:6. Zwonariowa zakończyła rok na 11 pozycji w rankingu WTA.

### 2005
Na turnieju Australian Open przegrała już w II rundzie z Wierą Duszewiną 3:6, 3:6. Następnie obroniła tytuł wywalczony sprzed roku w Memphis pokonując w finale Meghann Shaughnessy 7:6, 6:2. W turnieju w Berlinie w parze z Jeleną Lichowcewą wygrała swój drugi deblowy turniej. W turnieju French Open odpadła w III rundzie z Mary Pierce 6:7, 5:7. W turnieju w Eastbourne doszła do finału debla. W turnieju na trawiastych kortach w Wimbledonie odpadła w II rundzie z Květą Peschke 6:1, 4:6, 3:6. W turnieju w Stanfordzie w parze z Jeleną Lichowcewą przegrały w finale debla. Po tym turnieju Wiera doznała kontuzji która wykluczyła ją z gry do końca sezon. Sezon zakończyła na 42 miejscu w rankingu WTA.

### 2006
Sezon zaczęła od turnieju w Auckland, gdzie doszła do finału przegrywając z Marion Bartoli 2:6, 2:6, ale w grze podwójnej w parze z Jeleną Lichowcewą wygrały ten turniej pokonując w finale 6:3, 6:4 parę Émilie Loit i Barbora Záhlavová-Strýcová. Natomiast w Australian Open uległa już w I rundzie Martinie Hingis 1:6, 2:6. W kolejnym turnieju wielkoszlemowym French Open odpadła również w I rundzie ulegając Dinarze Safinie. W turnieju w Birmingham wygrała swój 4 turniej pokonując w finale Jameę Jackson 7:6, 7:6. W turnieju wimbledońskim trafiła w pierwszej rundzie na Kim Clijsters i przegrała 5:7, 3:6. Natomiast w grze mieszanej w parze z Andy Ramem wygrała swój drugi tytuł wielkoszlemowy w grze mieszanej. W turnieju przygotowawczym do US Open w Cincinnati pokonała w finale Katerinę Srebotnik 6:2, 6:4. W turnieju US Open doszła do III rundy pokonując po drodze Martę Domachowską 7:6, 6:6, a ulegając Jelenie Diemientjewej 5:7, 3:6. W parze z Nathalie Dechy wygrały cały turniej w kategorii gry deblowej. Sezon zakończyła jako 24 w rankingu WTA.

### 2007
Wiera zaczęła sezon dochodząc po raz drugi z rzędu do finału turnieju w Auckland, gdzie przegrała z Jeleną Janković 6:7, 7:5, 3:6. W Australian Open doszła do IV rundy gdzie przegrała z Mariją Szarapową 5:7, 4:6. W turnieju w Indian Wells po raz pierwszy w swojej karierze wygrała z numerem 1 światowego rankingu Mariją Szarapową w IV rundzie, ale uległa w ćwierćfinale Chince Li Na 4:6, 5:7. Z powodu kontuzji nadgarstka musiała wycofać się z French Open i Wimbledonu. Na korty wróciła na turniej US Open w którym doszła do III rundy przegrywając z Sereną Williams4:6, 6:7. Sezon zakończyła jako 22.

### 2008
Sezon zaczęła jak zwykle od turnieju w Auckland, gdzie została rozstawiona z numerem 1 i przegrała w ćwierćfinale. Następnym jej turniejem był turniej w Hobart, gdzie doszła do finału w którym musiała dać walkowera Eleni Daniilidu. W turnieju Australian Open odpadła już w I rundzie przegrywając z Ai Sugiyama. Następnie doszła do finału turnieju Qatar Total Open w Dosze, gdzie przegrała z Mariją Szarapową 1:6, 6:2, 0:6. W turnieju w Charleston doszła po raz trzeci w sezonie do finału w którym przegrała z Sereną Williams 4:6, 6:3, 3:6. Następnie w turnieju w Pradze wygrała swój szósty turniej pokonując Wiktoryję Azarankę 7:6, 6:2. W turnieju French Open została rozstawiona z numerem 11 i doszła do IV rundy przegrywając z Jeleną Diemientjewą 4:6, 6:1, 2:6. Na kortach Wimbledonu została rozstawiona z numerem 13 i dość nieoczekiwanie odpadła już w II rundzie przegrywając z Tamarine Tanasugarn 6:7, 6:4, 3:6. W lipcu w parze z Jeleną Wiesniną doszły do finału turnieju w Stanfordzie, w którym przegrały z Carą Black i Liezel Huber. Na Igrzyskach Olimpijskich zdobyła brązowy medal, pokonując Li Na w walce o 3 miejsce. Na kortach Flushing Meadows w Nowym Jorku doszła do II rundy w której przegrała z Tetianą Perebyjnis 3:6, 3:6. Po tym turnieju wygrała swój siódmy zawodowy turniej w Kantonie pokonując w finale Peng Shuai 6:7, 6:0, 6:2. Następnie osiągnęła dwa finały w Moskwie przegrana z Janković i w Linz przegrana z Aną Ivanović. Jako 8 zakwalifikowała się do turnieju mistrzyń w którym doszła do finału pokonując po drodze Swietłanę Kuzniecową 6:2, 6:3, Anę Ivanović 6:3, 6:7, 6:4, Jelenę Janković 2:6, 6:3, 6:4, w półfinale Jelenę Diemientjewą 7:6, 3:6, 6:3 i uległa dopiero Venus Williams 7:6, 0:6, 2:6. Sezon zakończyła jako 7.

### 2009
Sezon 2009 Wiera zaczęła znakomicie dochodząc do półfinału Australian Open pokonując po drodze m.in. Nadię Pietrową i Marion Bartoli, a ulegając dopiero Dinarze Safinie 3:6, 6:7. W turnieju w Pattaya wygrała cały turniej pokonując w finale Sanie Mirze. Następnie W turnieju w Indian Wells Wiera rozegrała swój najlepszy turniej w karierze wygrywając w singlu w po drodze m.in. Li Na, Caroline Wozniacki, Wiktoryję Azarankę, a w finale ostatecznie pokonała Anę Ivanović 7:6, 6:2. Również w tym turnieju w parze z Wiktoryją Azaranką wygrały cały turniej. Z powodu kontuzji Wiera musiała wycofać się z wielkoszlemowego French Open. W turnieju wimbledońskim odpadła w III rundzie. W US Open dotarła do IV rundzie, gdzie mając siedem piłek meczowych przegrała z Flavią Penettą 6:3, 6:7, 0:6. Na turnieju mistrzyń była zawodniczką rezerwową i zastąpiła Dinarę Safinę w meczu z Caroline Wozniacki, ale po tym meczu wycofała się z turnieju. Sezon zakończyła na 9 miejscu w rankingu WTA.

### 2010
Sezon rozpoczęła od turnieju w Sydney. W I rundzie przy stanie 3:3 w meczu z Jeleną Wiesniną musiała skreczować. Następnie wystartowała w Australian Open, gdzie doszła do IV rundy przegrywając z Wiktoryją Azaranką 6:4, 4:6, 0:6.
W turnieju w Pattaya zdołała obronić tytuł. W finale pokonała Tamarine Tanasugarn 6:4, 6:4. Nie obroniła tytułu w Indian Wells, przegrywając w IV rundzie 2:6, 5:7 z Samanthą Stosur. Odpadła również w IV rundzie turnieju w Miami, gdzie po pokonaniu Melanie Oudin i Sary Errani przegrała z Justine Henin 1:6, 4:6
Osiągnęła finał turnieju w Charleston, zwyciężyła z nią tylko Samantha Stosur – 0:6, 3:6. Po drodze pokonała Melanie Oudin 7:5, 6:2 i Caroline Wozniacki, która musiała skreczować przy wyniku 5:2 dla Wiery, z powodu kontuzji lewej kostki.
Słabą formę pokazała na kortach ziemnych. Przegrała w II rundach turnieju w Rzymie (z Petrą Kvitovą 4:6, 0:6) i w Madrycie (z Venus Williams 5:7, 3:6). W paryskim turnieju French Open dotarła do II rundy, ulegając 4:6, 4:6 Anastasiji Rodinowej.
Na trawiastych kortach Wimbledonu pokonując m.in. Yaninę Wickmayer, Jelenę Janković i Kim Clijsters doszła do pierwszego swojej karierze finału wielkoszlemowego w grze pojedynczej, w którym przegrała z Sereną Wiliams 3:6, 2:6.

### 2012
Sezon rozpoczęła od przegranej w pierwszej rundzie turnieju w Sydney ze swoją rodaczką, Swietłaną Kuzniecową, wynikiem 1:6, 2:6.
Podczas Australian Open doszła do trzeciej rundy w grze pojedynczej. W pierwszym meczu pokonała w trzech setach Rumunkę Alexandrę Dulgheru. W kolejnym spotkaniu pokonała po dwóch setach walki reprezentantkę Czech – Lucie Hradecką. W następnej rundzie nie sprostała rodaczce Jekatierinie Makarowej. Mecz zakończył się wynikiem 6:7(7), 1:6. W zawodach gry podwójnej w parze ze Swietłaną Kuzniecową pokonała w finale Włoszki: Sarę Errani oraz Robertę Vinci. Był to drugi wygrany finał turnieju wielkoszlemowego w grze podwójnej.
Nie wystartowała we French Open 2012, a podczas Wimbledonu odpadła w trzeciej rundzie po kreczu w drugim secie w meczu z Kim Clijsters przy stanie 3:6, 3:4. Później wystartowała w turnieju olimpijskim rozgrywanym również na londyńskiej trawie, jednak podobnie jak miesiąc wcześniej odpadła w trzeciej rundzie. Przegrała z późniejszą mistrzynią Sereną Williams 1:6, 0:6. To był ostatni występ Zwonariowej na profesjonalnych kortach w sezonie.

### 2013–2015
Przez kontuzję nie występowała w całym sezonie 2013.
Powrót do gry w kolejnym roku nie był zbyt udany – porażki w pierwszych rundach w Shenzhen i Australian Open. Wygrała jeden mecz w Pattaya z Peangtarn Plipuech 6:3, 6:2, ale w drugiej rundzie przegrała z Jekatieriną Makarową 0:6, 2:6. W Tajlandii w grze podwójnej poszło już jej zdecydowanie lepiej, gdyż awansowała aż do półfinału. W parze z Noppawan Lertcheewakarn przegrała w walce o finał z późniejszymi triumfatorkami Peng Shuai i Zhang Shuai 2:6, 3:6. Przełom nastąpił podczas Wimbledonu, gdzie wygrała dwie pierwsze rundy: z Tarą Moore 6:4, 6:7(3), 9:7 i Donną Vekić 6:4, 6:4. W trzeciej jednak nie sprostała Zarinie Dijas 6:7(1), 6:3, 3:6. W grze podwójnej występ zakończył się na pierwszej rundzie. U boku, powracającej do zawodowego tenisa, Martiny Hingis uległa rozstawionej z czwórką parze Cara Black–Sania Mirza 2:6, 4:6. Przez kontuzje znowu zaprzestała występów, a ostatecznie w 2015 roku zakończyła karierę.

### 2017
W 2017 roku Wiera Zwonariowa powróciła do zawodowego tenisa. Pod koniec marca wystąpiła w turnieju ITF w Istambule. W lipcu wygrała turniej w Szarm el-Szejk. W sierpniu wystartowała w eliminacjach do turnieju WTA Premier w New Haven. W pierwszej rundzie pokonała Anastasiję Rodionową 2:6, 6:3, 6:1. W drugiej po przegraniu pierwszego seta z Magdaléną Rybárikovą 5:7 poddała mecz. Później w eliminacjach do US Open wygrała jeden mecz, lecz w kolejnym nie sprostała Jamie Loeb przegrywając 6:7(4), 7:5, 4:6.
We wrześniu doszła do finału turnieju rangi WTA 125k w Dalian, w którym przegrała z Kateryną Kozłową 4:6, 2:6. Pod koniec miesiąca przeszła przez eliminacje do turnieju WTA International w Taszkencie. W pierwszej rundzie turnieju głównego pokonała rozstawioną z czwórką Irinę-Camelię Begu 2:6, 6:2, 6:4, w ćwierćfinale „szóstkę” Aleksandrę Krunić 6:4, 6:3, by w walce o finał skreczować w meczu z Kateryną Bondarenko przy stanie 6:7(7), 1:4.
Na koniec sezonu przegrała w pierwszej rundzie WTA 125k w Hua Hin z Yaniną Wickmayer 6:7(4), 3:6.

## Historia występów wielkoszlemowych
Legenda
     W, wygrany turniej
     F, przegrana w finale
     SF, przegrana w półfinale
     QF, przegrana w ćwierćfinale
     xR, przegrana w x rundzie
     Qx, przegrana w x rundzie kwalifikacji
     A, brak startu
     NH, turniej nie odbył się

### Występy w grze pojedynczej
| Turniej                | 2000 | 2001 | 2002 | 2003 | 2004 | 2005 | 2006 | 2007 | 2008 | 2009 | 2010 | 2011 | 2012 | 2013 | 2014 | 2015 | 2016 | 2017 | 2018 | 2019 | 2020 | 2021 | 2022 | 2023 | 2024 | Tytuły | Z–P     |
| ---------------------- | ---- | ---- | ---- | ---- | ---- | ---- | ---- | ---- | ---- | ---- | ---- | ---- | ---- | ---- | ---- | ---- | ---- | ---- | ---- | ---- | ---- | ---- | ---- | ---- | ---- | ------ | ------- |
| Australian Open        | A    | A    | A    | 1R   | 4R   | 2R   | 1R   | 4R   | 1R   | SF   | 4R   | SF   | 3R   | A    | 1R   | 2R   | A    | A    | Q1   | Q1   | A    | 1R   | 1R   | A    | A    | 0 / 14 | 23 – 14 |
| French Open            | A    | A    | 4R   | QF   | 3R   | 3R   | 1R   | A    | 4R   | A    | 2R   | 4R   | A    | A    | A    | A    | A    | A    | A    | 1R   | Q3   | Q3   | A    | A    | A    | 0 / 9  | 18 – 9  |
| Wimbledon              | A    | A    | 2R   | 4R   | 4R   | 2R   | 1R   | A    | 2R   | 3R   | F    | 3R   | 3R   | A    | 3R   | A    | A    | A    | 1R   | A    | NH   | 2R   | A    | Q2   | A    | 0 / 13 | 24 – 12 |
| US Open                | A    | A    | 3R   | 3R   | 4R   | A    | 3R   | 3R   | 2R   | 4R   | F    | QF   | A    | A    | A    | A    | A    | Q2   | 2R   | A    | 1R   | 1R   | A    | 1R   | A    | 0 / 13 | 26 – 13 |
|                        |      |      |      |      |      |      |      |      |      |      |      |      |      |      |      |      |      |      |      |      |      |      |      |      |      |        |         |
| Ranking na koniec roku | 357  | 371  | 45   | 13   | 11   | 42   | 24   | 23   | 7    | 9    | 2    | 7    | 98   | –    | 251  | 182  | –    | 204  | 123  | 141  | 163  | 87   | 273  | 256  | 1168 | 0 / 49 | 91 – 48 |

### Występy w grze podwójnej
| Turniej                | 2000 | 2001 | 2002 | 2003 | 2004 | 2005 | 2006 | 2007 | 2008 | 2009 | 2010 | 2011 | 2012 | 2013 | 2014 | 2015 | 2016 | 2017 | 2018 | 2019 | 2020 | 2021 | 2022 | 2023 | 2024 | Tytuły | Z–P     |
| ---------------------- | ---- | ---- | ---- | ---- | ---- | ---- | ---- | ---- | ---- | ---- | ---- | ---- | ---- | ---- | ---- | ---- | ---- | ---- | ---- | ---- | ---- | ---- | ---- | ---- | ---- | ------ | ------- |
| Australian Open        | A    | A    | A    | A    | 1R   | SF   | QF   | 3R   | A    | 3R   | A    | 2R   | W    | A    | 1R   | A    | A    | A    | A    | 1R   | A    | 3R   | 3R   | A    | A    | 1 / 11 | 22 – 9  |
| French Open            | A    | A    | A    | A    | 3R   | 3R   | QF   | A    | 2R   | A    | 2R   | 2R   | A    | A    | A    | A    | A    | A    | A    | 2R   | 2R   | 1R   | A    | 1R   | QF   | 0 / 11 | 15 – 10 |
| Wimbledon              | A    | A    | A    | A    | 2R   | QF   | 2R   | A    | 2R   | 1R   | F    | A    | A    | A    | 1R   | A    | A    | A    | 2R   | A    | NH   | 3R   | A    | QF   | A    | 0 / 10 | 16 – 9  |
| US Open                | A    | A    | A    | A    | A    | A    | W    | 2R   | 2R   | 2R   | QF   | 2R   | A    | A    | A    | A    | A    | A    | 3R   | A    | W    | A    | A    | F    | A    | 2 / 9  | 25 – 5  |
|                        |      |      |      |      |      |      |      |      |      |      |      |      |      |      |      |      |      |      |      |      |      |      |      |      |      |        |         |
| Ranking na koniec roku | –    | 539  | 387  | 73   | 15   | 10   | 18   | 72   | 48   | 58   | 33   | 83   | 33   | –    | 345  | 174  | –    | –    | 56   | 71   | 40   | 53   | 31   | 9    | 78   | 3 / 41 | 78 – 33 |

### Występy w grze mieszanej
| Turniej         | 2000 | 2001 | 2002 | 2003 | 2004 | 2005 | 2006 | 2007 | 2008 | 2009 | 2010 | 2011 | 2012 | 2013 | 2014 | 2015 | 2016 | 2017 | 2018 | 2019 | 2020 | 2021 | 2022 | 2023 | 2024 | Tytuły | Z–P     |
| --------------- | ---- | ---- | ---- | ---- | ---- | ---- | ---- | ---- | ---- | ---- | ---- | ---- | ---- | ---- | ---- | ---- | ---- | ---- | ---- | ---- | ---- | ---- | ---- | ---- | ---- | ------ | ------- |
| Australian Open | A    | A    | A    | A    | A    | 1R   | QF   | 1R   | A    | A    | A    | A    | A    | A    | A    | A    | A    | A    | A    | A    | A    | 2R   | A    | A    | A    | 0 / 4  | 3 – 4   |
| French Open     | A    | A    | A    | A    | A    | A    | SF   | A    | A    | A    | A    | A    | A    | A    | A    | A    | A    | A    | A    | A    | NH   | A    | A    | 1R   | 1R   | 0 / 3  | 3 – 3   |
| Wimbledon       | A    | A    | A    | A    | A    | A    | W    | A    | A    | A    | 2R   | A    | 2R   | A    | A    | A    | A    | A    | A    | A    | NH   | 2R   | A    | A    | A    | 1 / 4  | 8 – 2   |
| US Open         | A    | A    | A    | 1R   | W    | A    | 1R   | A    | A    | A    | A    | A    | A    | A    | A    | A    | A    | A    | A    | A    | NH   | A    | A    | 1R   | A    | 1 / 4  | 5 – 3   |
|                 |      |      |      |      |      |      |      |      |      |      |      |      |      |      |      |      |      |      |      |      |      |      |      |      |      |        |         |
|                 |      |      |      |      |      |      |      |      |      |      |      |      |      |      |      |      |      |      |      |      |      |      |      |      |      | 2 / 15 | 19 – 12 |

## Finały turniejów WTA
| Legenda                     | Legenda |
| --------------------------- | ------- |
| Wielki Szlem                |         |
| Igrzyska olimpijskie        |         |
| WTA Tour Championships      |         |
| 1988 – 2008                 |         |
| Kategoria I                 |         |
| Kategoria II                |         |
| Kategoria III               |         |
| Kategoria IV                |         |
| Kategoria V                 |         |
| 2009 – 2020                 |         |
| WTA Premier Mandatory       |         |
| WTA Premier 5               |         |
| WTA Premier                 |         |
| WTA International Series    |         |
| WTA 125K series (2012–2020) |         |
| od 2021                     |         |
| WTA 1000 (obowiązkowe)      |         |
| WTA 1000 (nieobowiązkowe)   |         |
| WTA 500                     |         |
| WTA 250                     |         |
| WTA 125                     |         |

### Gra pojedyncza 30 (12–18)
| Końcowy wynik | Nr  | Data                 | Turniej      | Nawierzchnia  | Przeciwniczka              | Wynik finału     |
| ------------- | --- | -------------------- | ------------ | ------------- | -------------------------- | ---------------- |
| Finalistka    | 1.  | 8 lipca 2002         | Palermo      | Ceglana       | Mariana Díaz-Oliva         | 7:6(6), 1:6, 3:6 |
| Zwyciężczyni  | 1.  | 4 maja 2003          | Bol          | Ceglana       | Conchita Martínez Granados | 6:1, 6:3         |
| Zwyciężczyni  | 2.  | 21 lutego 2004       | Memphis      | Twarda (hala) | Lisa Raymond               | 4:6, 6:4, 7:5    |
| Finalistka    | 2.  | 16 sierpnia 2004     | Cincinnati   | Twarda        | Lindsay Davenport          | 3:6, 2:6         |
| Finalistka    | 3.  | 25 października 2004 | Filadelfia   | Twarda (hala) | Amélie Mauresmo            | 6:3, 2:6, 2:6    |
| Zwyciężczyni  | 3.  | 19 lutego 2005       | Memphis      | Twarda (hala) | Meghann Shaughnessy        | 7:6(3), 6:2      |
| Finalistka    | 4.  | 7 stycznia 2006      | Auckland     | Twarda        | Marion Bartoli             | 2:6, 2:6         |
| Zwyciężczyni  | 4.  | 18 czerwca 2006      | Birmingham   | Trawiasta     | Jamea Jackson              | 7:6(12), 7:6(5)  |
| Zwyciężczyni  | 5.  | 23 lipca 2006        | Cincinnati   | Twarda        | Katarina Srebotnik         | 6:2, 6:4         |
| Finalistka    | 5.  | 6 stycznia 2007      | Auckland     | Twarda        | Jelena Janković            | 6:7(9), 7:5, 3:6 |
| Finalistka    | 6.  | 11 stycznia 2008     | Hobart       | Twarda        | Eleni Daniilidu            | walkower         |
| Finalistka    | 7.  | 24 lutego 2008       | Doha         | Twarda        | Marija Szarapowa           | 1:6, 6:2, 0:6    |
| Finalistka    | 8.  | 20 kwietnia 2008     | Charleston   | Ceglana       | Serena Williams            | 4:6, 6:3, 3:6    |
| Zwyciężczyni  | 6.  | 4 maja 2008          | Praga        | Ceglana       | Wiktoryja Azaranka         | 7:6(2), 6:2      |
| Zwyciężczyni  | 7.  | 21 września 2008     | Kanton       | Twarda        | Peng Shuai                 | 6:7(4), 6:0, 6:2 |
| Finalistka    | 9.  | 12 października 2008 | Moskwa       | Twarda (hala) | Jelena Janković            | 2:6, 4:6         |
| Finalistka    | 10. | 26 października 2008 | Linz         | Twarda (hala) | Ana Ivanović               | 2:6, 1:6         |
| Finalistka    | 11. | 9 listopada 2008     | Doha         | Twarda        | Venus Williams             | 7:6(5), 0:6, 2:6 |
| Zwyciężczyni  | 8.  | 15 lutego 2009       | Pattaya      | Twarda        | Sania Mirza                | 7:5, 6:1         |
| Zwyciężczyni  | 9.  | 22 marca 2009        | Indian Wells | Twarda        | Ana Ivanović               | 7:6(5), 6:2      |
| Zwyciężczyni  | 10. | 14 lutego 2010       | Pattaya      | Twarda        | Tamarine Tanasugarn        | 6:4, 6:4         |
| Finalistka    | 12. | 18 kwietnia 2010     | Charleston   | Ceglana       | Samantha Stosur            | 0:6, 3:6         |
| Finalistka    | 13. | 3 lipca 2010         | Wimbledon    | Trawiasta     | Serena Williams            | 3:6, 2:6         |
| Finalistka    | 14. | 23 sierpnia 2010     | Montreal     | Twarda        | Caroline Wozniacki         | 3:6, 2:6         |
| Finalistka    | 15. | 11 września 2010     | US Open      | Twarda        | Kim Clijsters              | 2:6, 1:6         |
| Finalistka    | 16. | 11 października 2010 | Pekin        | Twarda        | Caroline Wozniacki         | 3:6, 6:3, 3:6    |
| Zwyciężczyni  | 11. | 26 lutego 2011       | Doha         | Twarda        | Caroline Wozniacki         | 6:4, 6:4         |
| Zwyciężczyni  | 12. | 24 lipca 2011        | Baku         | Twarda        | Ksienija Pierwak           | 6:1, 6:4         |
| Finalistka    | 17. | 7 sierpnia 2011      | San Diego    | Twarda        | Agnieszka Radwańska        | 3:6, 4:6         |
| Finalistka    | 18. | 1 października 2011  | Tokio        | Twarda        | Agnieszka Radwańska        | 3:6, 2:6         |

### Gra mieszana 2 (2–0)
| Końcowy wynik | Nr | Data             | Turniej   | Nawierzchnia | Partner   | Przeciwnicy                  | Wynik finału |
| ------------- | -- | ---------------- | --------- | ------------ | --------- | ---------------------------- | ------------ |
| Zwyciężczyni  | 1. | 12 września 2004 | US Open   | Twarda       | Bob Bryan | Alicia Molik Todd Woodbridge | 6:3, 6:4     |
| Zwyciężczyni  | 2. | 9 lipca 2006     | Wimbledon | Trawiasta    | Andy Ram  | Venus Williams Bob Bryan     | 6:3, 6:2     |

## Finały turniejów WTA 125

### Gra pojedyncza 1 (0–1)
| Końcowy wynik | Nr | Data             | Turniej | Nawierzchnia | Przeciwniczka    | Wynik finału |
| ------------- | -- | ---------------- | ------- | ------------ | ---------------- | ------------ |
| Finalistka    | 1. | 10 września 2017 | Dalian  | Twarda       | Kateryna Kozłowa | 4:6, 2:6     |

### Gra podwójna 5 (2–3)
| Końcowy wynik | Nr | Data              | Turniej | Nawierzchnia  | Partnerka        | Przeciwniczki                              | Wynik finału       |
| ------------- | -- | ----------------- | ------- | ------------- | ---------------- | ------------------------------------------ | ------------------ |
| Finalistka    | 1. | 11 listopada 2018 | Limoges | Twarda (hala) | Timea Bacsinszky | Wieronika Kudiermietowa Galina Woskobojewa | 5:7, 4:6           |
| Finalistka    | 2. | 12 grudnia 2021   | Angers  | Twarda (hala) | Monica Niculescu | Tereza Mihalíková Greet Minnen             | 6:4, 1:6, 8–10     |
| Zwyciężczyni  | 1. | 19 grudnia 2021   | Limoges | Twarda (hala) | Monica Niculescu | Estelle Cascino Jessika Ponchet            | 6:4, 6:4           |
| Zwyciężczyni  | 2. | 21 maja 2023      | Paryż   | Ceglana       | Anna Danilina    | Nadija Kiczenok Alycia Parks               | 5:7, 7:6(2), 14–12 |
| Finalistka    | 3. | 30 marca 2024     | Antalya | Ceglana       | Tímea Babos      | Angelica Moratelli Camilla Rosatello       | 3:6, 6:3, 13–15    |

## Występy w Turnieju Mistrzyń

### W grze pojedynczej
| Rok  | Rezultat     | Przeciwniczka                                         | Wynik                                                    |
| 2004 | Faza grupowa | Marija Szarapowa Swietłana Kuzniecowa Amélie Mauresmo | 4:6, 5:7 2:6, 4:6 0:6, 1:6                               |
| 2008 | Finał        | Venus Williams                                        | 7:6(5), 0:6, 2:6                                         |
| 2009 | Faza grupowa | Caroline Wozniacki                                    | 0:6, 7:6(3), 4:6 wycofała się z turnieju po jednym meczu |
| 2010 | Półfinał     | Caroline Wozniacki                                    | 5:7, 0:6                                                 |
| 2011 | Półfinał     | Wiktoryja Azaranka                                    | 2:6, 3:6                                                 |

### W grze podwójnej
| Rok  | Rezultat   | Partnerka         | Przeciwniczki                        | Wynik       |
| 2005 | Półfinał   | Jelena Lichowcewa | Cara Black Rennae Stubbs             | 4:6, 6:7(4) |
| 2023 | Zwycięstwo | Laura Siegemund   | Nicole Melichar-Martinez Ellen Perez | 6:4, 6:4    |

## Finały turniejów ITF
| turnieje z pulą nagród 100 000 $   |
| turnieje z pulą nagród 75/80 000 $ |
| turnieje z pulą nagród 50/60 000 $ |
| turnieje z pulą nagród 25 000 $    |
| turnieje z pulą nagród 15 000 $    |
| turnieje z pulą nagród 10 000 $    |

### Gra pojedyncza 4 (3–1)
| Rezultat     |    | Data       | Turniej        | ($)    | Naw.          | Przeciwniczka      | Wynik            |
| Zwyciężczyni | 1. | 24/09/2000 | Moskwa         | 10 000 | Dywanowa      | Marija Gołowiznina | 6:4, 6:2         |
| Zwyciężczyni | 2. | 14/04/2002 | Neapol         | 50 000 | Ceglana       | Maureen Drake      | 6:1, 6:3         |
| Zwyciężczyni | 3. | 09/07/2017 | Szarm el-Szejk | 15 000 | Twarda        | Tereza Mihalíková  | 1:6, 7:6(4), 7:5 |
| Finalistka   | 1. | 31/10/2020 | Stambuł        | 25 000 | Twarda (hala) | Kaia Kanepi        | 3:6, 3:6         |

### Gra podwójna 4 (2–2)
| Rezultat     |    | Data       | Turniej  | ($)     | Naw.    | Partnerka           | Przeciwniczki                      | Wynik           |
| Finalistka   | 1. | 22/04/2001 | Cagliari | 10 000  | Ceglana | Aleksandra Srndovic | Giulia Meruzzi Andreea Ehritt-Vanc | 1:6, 3:6        |
| Finalistka   | 2. | 14/04/2002 | Neapol   | 50 000  | Ceglana | Gisela Dulko        | Rika Hiraki Nana Miyagi            | 5:7, 6:4, 5:7   |
| Zwyciężczyni | 1. | 13/04/2019 | Antalya  | 25 000  | Ceglana | Marie Mettraux      | Karolína Kubáňová Nikola Tomanová  | 6:3, 0:6, 12–10 |
| Zwyciężczyni | 2. | 10/12/2023 | Dubaj    | 100 000 | Twarda  | Tímea Babos         | Olivia Nicholls Heather Watson     | 6:1, 2:6, 10–7  |

## Występy w igrzyskach olimpijskich

### Gra pojedyncza
| Runda                                                                         | Przeciwniczka                          | Wynik         |
| ----------------------------------------------------------------------------- | -------------------------------------- | ------------- |
|                                                                               |                                        |               |
| Letnie Igrzyska Olimpijskie w Pekinie 2008, reprezentując państwo Rosja [9]   |                                        |               |
| I runda                                                                       | Chiny: Yan Zi                          | 6:2, 6:0      |
| II runda                                                                      | Izrael: Szachar Pe’er                  | 6:3, 7:6      |
| III runda                                                                     | Włochy: Francesca Schiavone            | 7:6, 6:4      |
| Ćwierćfinał                                                                   | Austria: Sybille Bammer                | 6:3, 3:6, 6:3 |
| Półfinał                                                                      | Rosja: Jelena Diemientjewa [5]         | 3:6, 6:7(3)   |
| O brązowy medal                                                               | Chiny: Li Na                           | 6:0, 7:5      |
|                                                                               |                                        |               |
| Letnie Igrzyska Olimpijskie w Londynie 2012, reprezentując państwo Rosja [13] |                                        |               |
| I runda                                                                       | Szwecja: Sofia Arvidsson               | 7:6(3), 6:4   |
| II runda                                                                      | Włochy: Francesca Schiavone            | 6:3, 6:3      |
| III runda                                                                     | Stany Zjednoczone: Serena Williams [4] | 1:6, 0:6      |

### Gra podwójna
| Runda                                                                   | Partnerka           | Przeciwniczki                                                   | Wynik         |
| ----------------------------------------------------------------------- | ------------------- | --------------------------------------------------------------- | ------------- |
|                                                                         |                     |                                                                 |               |
| Letnie Igrzyska Olimpijskie w Pekinie 2008, reprezentując państwo Rosja |                     |                                                                 |               |
| I runda                                                                 | Jelena Wiesnina [7] | Hiszpania: Nuria Llagostera Vives / María José Martínez Sánchez | 2:6, 6:1, 6:3 |
| II runda                                                                | Jelena Wiesnina [7] | Argentyna: Gisela Dulko / Betina Jozami                         | 6:2, 6:3      |
| Ćwierćfinał                                                             | Jelena Wiesnina [7] | Stany Zjednoczone: Serena Williams / Venus Williams [2]         | 4:6, 0:6      |